# هانس پدر استینزبی
هانس پدر استینزبی (انگلیسی: Hans Peder Steensby; ۲۵ مارس ۱۸۷۵ – ۲۰ اکتبر ۱۹۲۰) جغرافی‌دان، استاد دانشگاه در دانشگاه کپنهاگ اهل قلمروی دانمارک بود.